# Mascha (Braunbär)

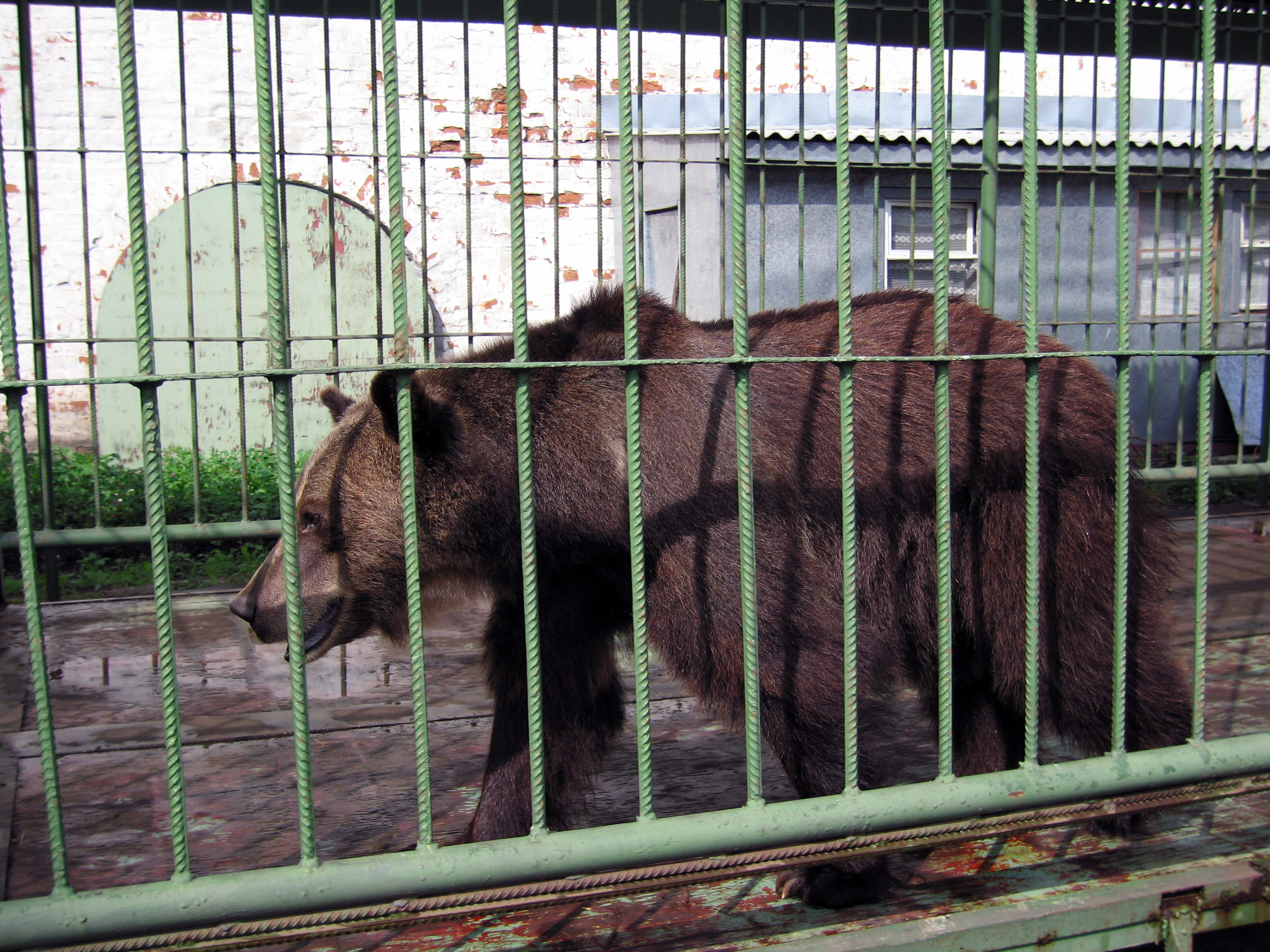
Mascha im August 2009

Das Stadtwappen von Jaroslawl stellt eine Bärin dar

Mascha (russisch Маша; * 1988 in einem Wald bei Ustjuschna) ist der Name eines weiblichen europäischen Braunbären, der im Staatlichen Jaroslawler Museumsreservat auf dem Gelände des ehemaligen Erlöser-Verklärungs-Klosters lebt. Sie ist das Maskottchen der Stadt Jaroslawl, die den Bären im Wappen trägt und verkörpert diesen.
Mascha wurde 1988 in einem Wald bei Ustjuschna in der Oblast Wologda geboren. Wilderer hatten die schlafende Mutter getötet, als sie und ihr Bruder ein Jahr alt waren. Sie wurde von einem Förster aus dem Dorf Barulina entdeckt, ihr Bruder wurde allerdings nur noch tot gefunden. Der Förster nahm sie mit in sein Dorf und trainierte seine Hunde mit ihr. Ein Geschäftsmann aus Pereslawl-Salesski kaufte den Bären schließlich. Sie wurde fortan in einem Käfig in einem Stadtpark gehalten. Da das Gehege langsam zu klein für das Tier wurde, nahm der Besitzer sie nach zwei Jahren nach Jaroslawl mit. Er versuchte sie dort an einen Zirkus zu verkaufen. Da dies erfolglos blieb, konnte er Mascha nur noch an das Jaroslawler Museumsreservat abgeben. Für sie wurde auf dem Gelände des ehemaligen Klosters ein Gebäude errichtet mit einer Höhle für den Winterschlaf. Ihr erster Pfleger starb 1994, ab 1995 kümmerte sich German Alexandrowitsch Malyschew, ein Kurator des Bären, bis 2006 auch als Pfleger um sie. Seine Nachfolgerin ist Natalja Sobolewa. Im Jahr 2003 konnte durch Spenden eine Wanne und Spielzeuge, wie Autoreifen, angeschafft werden.
Am 23. August 2005 griff Mascha eine 69-jährige Frau an, die sich um die Bärin kümmert. Allerdings missachtete die Frau Sicherheitsanweisungen und wurde von Mascha in den Fuß gebissen.
Mascha ist zwei Meter groß, wiegt zwischen 200 und 230 kg und benötigt etwa 30 kg Futter pro Tag. Auf ihrem Speiseplan steht Gemüse, Obst, Brot, Honig, Fisch und Suppe. Auch Süßigkeiten frisst sie gerne. Eine Eintrittskarte zum Gehege kostet etwa 15 Rubel.